# Ingo B. Runnebaum

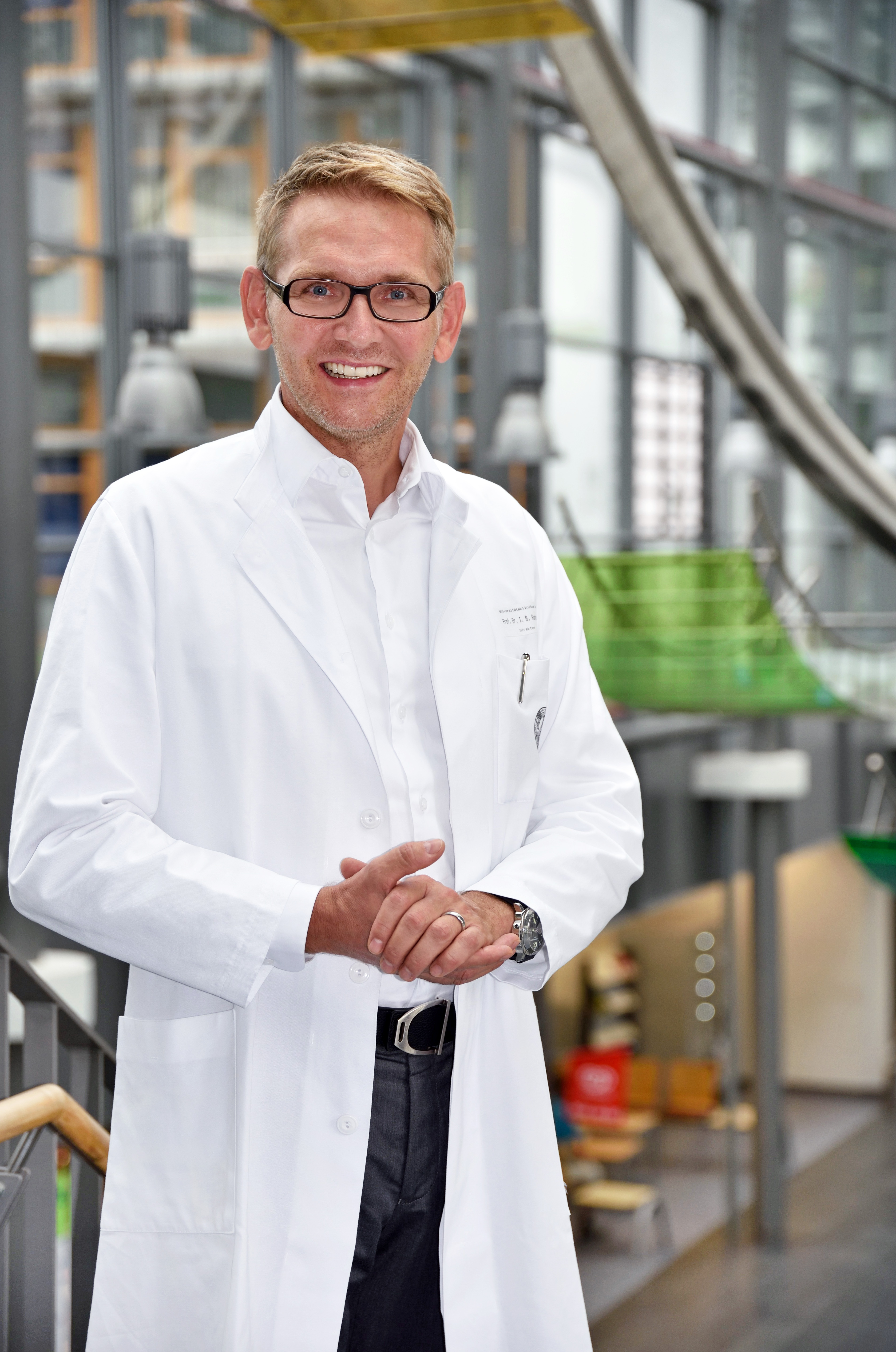
Ingo Runnebaum (2015)

Ingo Bernard Runnebaum (* 21. September 1960 in Köln) ist ein deutscher Arzt, Gynäkologe, Krebsforscher, Reproduktionsmediziner sowie Universitätsprofessor der Friedrich-Schiller-Universität Jena und war von 2005 bis Ende 2023 Klinikdirektor der Universitätsfrauenklinik in Jena mit den wissenschaftlichen Schwerpunkten Gynäkologische Onkologie, gynäkologische Chirurgie und gynäkologische Molekularbiologie.

## Leben
Runnebaum wuchs in Heidelberg auf, besuchte dort das Kurfürst-Friedrich-Gymnasium 1971–1980 und studierte Philosophie und Chemie 1980 bis 1982 in Heidelberg und von 1982 bis 1988 Medizin in Mainz, Berlin und München. Von 1989 bis 1992 war er als Postdoc am Salk Institute for Biological Studies in San Diego, wo er in einer Arbeitsgruppe des Nobelpreisträgers Renato Dulbecco gemeinsam mit Saraswati Sukumar zum p53-Gen beim Brustkrebs forschte. Er wurde 1990 an der Ludwig-Maximilians-Universität München an der Klinik und Poliklinik für Dermatologie und Allergologie unter dem Lehrstuhlinhaber Otto Braun-Falco promoviert. 1997 folgte die Anerkennung zum Facharzt durch die Ärztekammer Baden-Württemberg und die Habilitation an der Universität Ulm unter seinem Lehrer Rolf Kreienberg; letzteres mit einer Lehrbefugnis für das Fach Frauenheilkunde und Geburtshilfe und somit in den Fußstapfen seines Vaters Benno Runnebaum, der ebenfalls Forscher und Facharzt für Frauenheilkunde und Geburtshilfe ist. Bis 1999 arbeitete Runnebaum an der Universitätsfrauenklinik in Ulm und folgte dem Ruf auf eine Professur an der Albert-Ludwigs-Universität Freiburg, wo er als leitender Oberarzt bis zu seinem Wechsel an die Ludwig-Maximilians-Universität München als stellvertretender Klinikdirektor mit dem Schwerpunkt gynäkologische Chirurgie unter dem Lehrstuhlinhaber Klaus Friese tätig war. Zudem erlangte er 2005 an der Hochschule Neu-Ulm einen Master of Business Administration. Im selben Jahr wurde er an die Friedrich-Schiller-Universität Jena als Universitätsprofessor (W3) und Direktor der Universitätsfrauenklinik berufen. In den folgenden Jahren kam es aus dem Mitarbeiterteam zunehmend zu Beschwerden über schlechtes Arbeitsklima und Vertrauensverlust. Nachdem der erste Versuch von Seiten der Universität, ihn abzuberufen, vor dem Arbeitsgericht gescheitert war, konnte durch Zahlung einer Abfindung schließlich erreicht werden, dass er im Jahr 2023 in den Ruhestand ging. Runnebaum war neben seiner Klinik- und Operationstätigkeit bekannt durch zirka 200 wissenschaftliche Beiträge, über 500 Fachvorträge in Deutschland und international, seine universitäre Lehrtätigkeit und Weiterbildung für Ärzte (ESGO-Kongresse u. a.), sowie durch Fernsehauftritte bei Sat 1, RTL, MDR Erfurt und Leipzig.

## Spezialisierung
Runnebaum ist Experte für Brustkrebs und gynäkologische Tumoren. Er spezialisierte sich auf brusterhaltende onkoplastische und wiederherstellende Operationen sowie Minimal-invasive Chirurgie (Bauchspiegelung) zur Entfernung von Wächterlymphknoten und Beckentumoren (Laparoskopien bei Uterus myomatosus, tiefinfiltrierender Endometriose, radikaler nervenerhaltende Hysterektomie, Lymphonodektomien und komplexe Genitalkarzinomoperationen mit Multiviszeralchirurgie). Nach Gynäkologie, Gynäkologischer Onkologie und Endokrinologie kamen als von der Landesärztekammer anerkannte Schwerpunkte hinzu: Fortpflanzungsmedizin, Perinatalmedizin und „Spezielle Geburtshilfe“. Der Fokus seiner Forschung und geförderten Projekte liegt im Bereich des Ovarial-, Zervix- und Mammakarzinoms.

## Wissenschaftlicher Beitrag
Runnebaum zeigte die Rolle des p53-Gen (TP53) als Tumorsuppressorgen bei der Entstehung des Mamma- und Ovarialkarzinoms. Als erster Forscher in Deutschland testete er in klinischen Studien die adenovirale Gentherapie im Bauchraum bei Patientinnen mit Ovarialkarzinom. Er leitete die erste randomisierte HIPEC-Studie mit erwärmter Chemotherapie im Bauchraum bei Eierstockkrebs in Deutschland. Nach einer Beteiligung an der Gründung des UniversitätsTumorCentrum Jena (2008) gründete Runnebaum 2009 in Jena das Endometriosezentrum, 2009 das Universitäts-Beckenbodenzentrum, sowie das Beckenbodennetzwerk Thüringen und 2010 das Gynäkologische Krebszentrum Jena sowie das Thüringer interdisziplinäre Myomzentrum.

## Auszeichnungen
Für seine Untersuchungen über das p53-Gen als Tumorsuppressor und Zellzyklus-Regulator in Mammakarzinomzellen erhielt Runnebaum 1994 den Walter-Hohlweg-Preis.

## Mitgliedschaften in wissenschaftlichen Vereinigungen
Runnebaum ist Mitglied in zahlreichen wissenschaftlichen Vereinigungen
International
- American Association for Cancer Research (AACR), USA
- American Society of Clinical Oncology (ASCO), USA
- European Society for Gynaecological Endoscopy (ESGE)
- European Society for Gynaecological Oncologists (ESGO)
- European Society of Mastology (EUSOMA)
- European Group for Breast Cancer Screening

National
- Arbeitsgemeinschaft Gynäkologische Onkologie (AGO) e. V. der DKG
- Arbeitsgemeinschaft für Immunologie in der Gynäkologie und Geburtshilfe (AIGM)
- Arbeitskreis Molekularbiologie in der Frauenheilkunde (AMF)
- Beirat Internationale Prävention Organisation (IPO)
- Berufsverband der Frauenärzte e. V.
- Deutsche Arbeitsgemeinschaft für Gentherapie (DAGGT)
- Deutsche Gesellschaft für Gynäkologie und Geburtshilfe (DGGG)
- Deutsche Gesellschaft für Senologie (DGS)
- Deutsche Krebsgesellschaft (DKG)
- Deutsche Krebsgesellschaft, Abteilung experimentelle Krebsforschung (AEK)
- Organkommission Ovar, Arbeitsgemeinschaft für Gynäkologische Onkologie[14]
- Organkommission Uterus, Arbeitsgemeinschaft für Gynäkologische Onkologie
- Leitlinien-Kommissionen: S3-Ovarialkarzinom, S2E-Hysterektomie, S3-Endometriumkarzinom
- Runnebaum-Stiftung, Vorstand, Heidelberg[15]

## Publikationen
Insgesamt finden sich über 170 Aufsätze und Interviews von Runnebaum in internationalen Fachzeitschriften (International Journal of Gynecological Cancer; Journal of Molecular Medicine; Journal of Cancer Research and Clinical Oncology; Gynecol Oncol.; Nature Genetics, Br J Cancer; etc.) sowie in deutschen Fachzeitschriften und sonstigen Zeitschriften (Deutsches Ärzteblatt; Thüringer Ärzteblatt; Klinikmagazin Jena; Tabula Rasa, Die Kulturzeitung; Stadtmagazin 07 Jena; OTZ; Landeszeitung; Superillu; Spiegel etc.). Die meisten seiner Fachartikel erschienen in Englisch.
Schriften als alleiniger Autor
- Das familiäre Mammakarzinom – Beratung und Betreuung betroffener Familien. In: R. Kreienberg (Hrsg.): Management des Mammakarzinoms – Ein Leitfaden für die Praxis. Springer Verlag, Heidelberg 1998, S. 33–45.
- p53 genotypes and haplotypes with a potentially predictive value for risk assessment and retroviral p53 transduction for gene therapy of breast cancer. In: J.G.M. Klijn (Hrsg.): Prognostic and Predictive Value of p53. Elsevier, Amsterdam 1997, S. 143–160.
- Das p53-Gen ist ein Tumorsuppressor und Zellzyklusregulator in Brustkrebszellen, Habilitation, Ulm 1997.[2]
- Antigene der Spermatozoonoberfläche: Nachweis von Concanavalin-A-Rezeptoren durch monoklonale und polyklonale Antikörper, Dissertation von Ingo Runnebaum, München 1990.[18]

Weitere Publikationen finden sich auf Runnebaums Profilseite auf research gate.